# Киріон ІІ
Католикос-Патріарх Киріон II (груз. კათოლიკოს-პატრიარქი კირიონ II, в миру Георгій Єронімович Садзаглишвілі, груз. გიორგი იერონიმეს ძე საძაგლიშვილი; 10 (22) листопада 1855, село Нікозі, Горійський повіт, Тифлійська губернія — 13 (26) червня 1918, село Марткопі, Грузія) — єпископ Грузинської православної церкви; з жовтня 1917 року перший католікос-патріарх Грузії після проголошення автокефалії Грузинської церкви в березні 1917 року; грузинський історик і духовний письменник.
Канонізований Священним Синодом Грузинської православної церкви в жовтні 2002 року; пам'ять у Грузинської церкви — 27 червня за юліанським календарем.

## Біографія
Народився 10 (22) листопада 1855 року в селі Нікозі Горійського повіту (нині в Горійський район) в родині священика.
У 1876 році закінчив Тифлиську духовну семінарію; у 1880 році — Київську духовну академію зі ступенем кандидата богослов'я. Захистив кандидатську дисертацію «Свята рівноапостольна Ніна, просвітителька Грузії». 1 серпня того ж року призначений помічником інспектора Одеської духовної семінарії.
З 1883 року був на посадах: помічника наглядача Телавського духовного училища, Горійського духовного училища, викладача Кутаїського духовного училища та єпархіального жіночого училища. У цей період опублікував кілька своїх праць з історії Грузинської церкви під псевдонімом Іверієлі і Нікозелі, вивчав і збирав грузинські середньовічні манускрипти, стародавні грузинські монети, записував грузинський фольклор, спонсорував талановитих грузинських студентів і листувався з зацікавленими історією Грузії західними істориками.
Після загибелі дружини і дітей, 2 листопада 1896 року пострижений у чернецтво екзархом архієпископом Володимиром (Богоявленським), 6 листопада висвячений на ієромонаха і призначений настоятелем Квабтахевського Успенського монастиря з возведенням у сан ігумена; з 31 грудня — благочинний монастирів Грузинської єпархії та інспектор шкіл «Товариства відновлення Православного Християнства на Кавказі».
10 травня 1898 року возведений у сан архімандрита.
23 серпня 1898 року у тифліському Сіонському кафедральному соборі хіротонісаний у єпископа Алавердского, вікарія Грузинської єпархії; хіротонію здійснювали: екзарх Грузії архиєпископ Флавіан (Городецький), єпископи Гурийско-Мінгрельській Олександр (Окропиридзе), єпископ Імеретинський Віссаріон (Дадіані) і єпископ Горійський Леонід (Окропиридзе).
З 12 серпня 1900 року — єпископ Горійський, вікарій Грузинської єпархії.
У 1900-х роках, під час дебатів про майбутнє Грузинської церкви, виступав як палкий прихильник відновлення автокефалії, внаслідок чого був засланий в Кам'янець-Подільськ.
З 10 березня 1902 року — єпископ Балтський, вікарій Подільської єпархії.
З 3 травня 1903 року — єпископ Новомиргородський, вікарій Херсонської єпархії.
З 23 квітня 1904 року — єпископ Орловський і Севський.
З 3 лютого 1906 року — єпископ Сухумський; переведений на цю посаду за власним бажанням.
З 25 січня 1907 року — єпископ Ковенський, вікарій Литовської єпархії.
У 1908 році російський екзарх у Тбілісі архієпископ Никон (Софійський) був убитий, внаслідок чого було вирішено зняти грузинських єпископів з їх постів. З Киріона зняли сан єпископа і заслали в Курязький монастир Харківської єпархії, а потім у Санаксарський монастир Тамбовської єпархії.

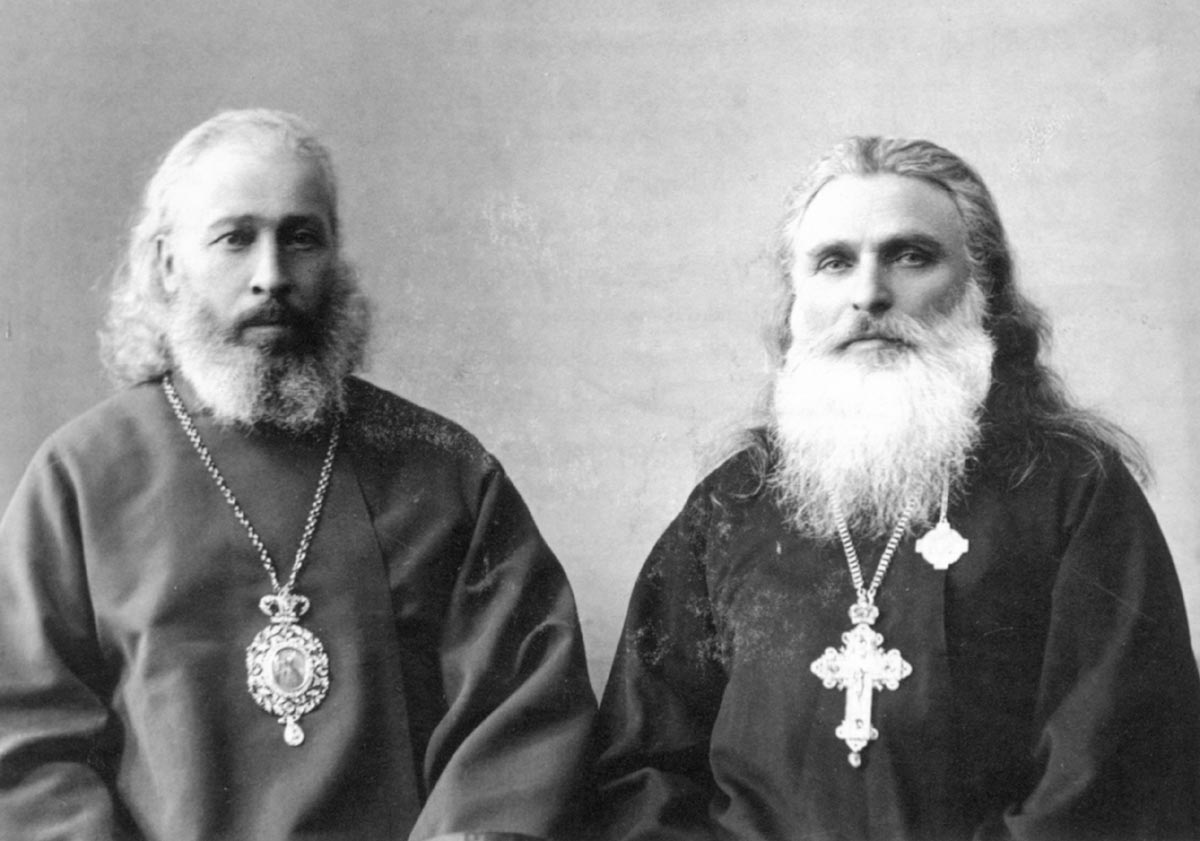
Кіріон (Садзаглишвили) та Амвросій (Хелая). 1910 рік.

У січні 1915 року був відновлений в сані і призначений єпископом Полоцьким і Вітебським.
Після падіння монархії, 1 серпня 1917 року звільнений, згідно проханню, від управління єпархією; переїхав до Грузії.
12 березня (25 березня) 1917 року було проголошено відновлення автокефалії Грузинської церкви; на соборі Грузинської церкви в Тифлісі у вересні того ж року єпископ Кіріон був обраний патріархом Грузії. Інтронізований 1 жовтня 1917 року у Мцхеті, у патріаршому соборі 12-ти Апостолів при величезному скупченні народу і загальному тріумфуванні. Варто відзначити, що обраний Кіріон був з дуже невеликою перевагою, отримавши 230 виборчих голосів проти 206. Інший кандидат, митрополит Леонід, набрав 230 виборчих голосів і 218 невибіркових голосів. Обрання Кіріона було затверджено російським Тимчасовим урядом 25 вересня 1917 року.
27 червня (н. ст.) 1918 року був знайдений убитим у своїй резиденції в Марткопі. Обставини загибелі залишаються не цілком ясними. Після вбивства католицького патріарха Киріана II було вбито Міріана Беррі (кириєцький захисник), єпископ Кутаїський Антон Георґадзе, священик Тимофій Бакурадзе .
Був похований в Сіонському соборі, на південь від амвона.

Надгробок Киріона Другого в Сіонському Храмі. Тбілісі
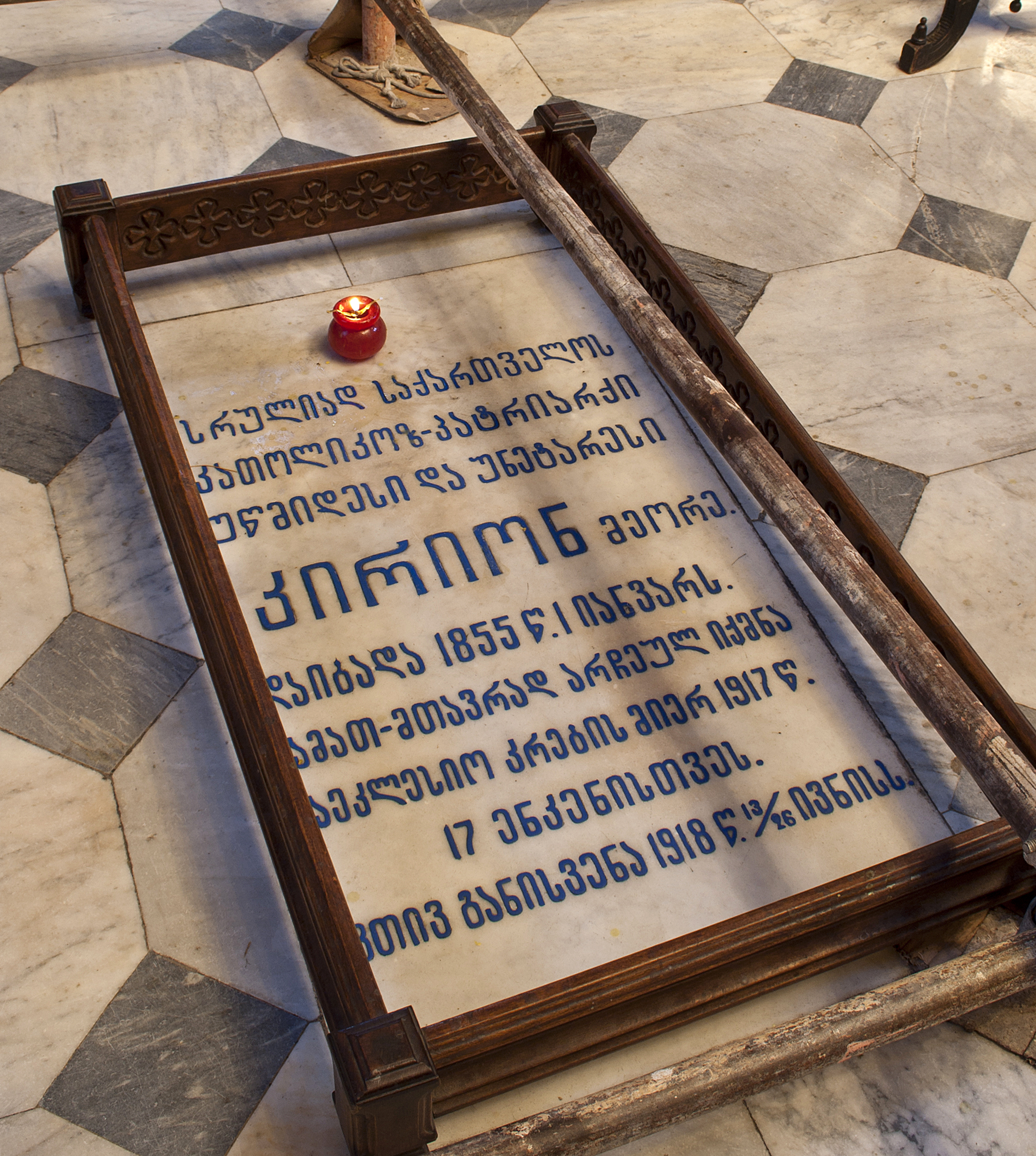
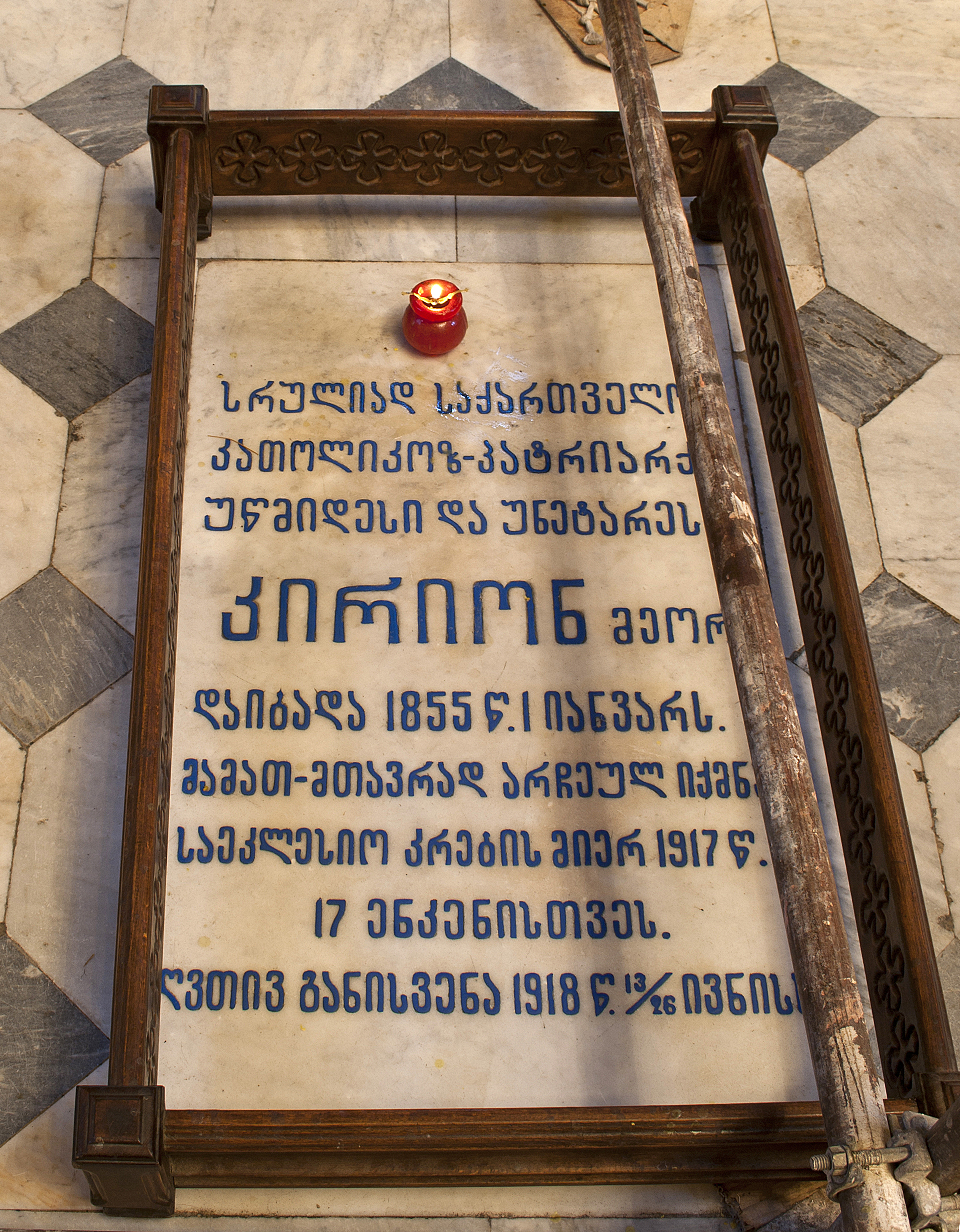
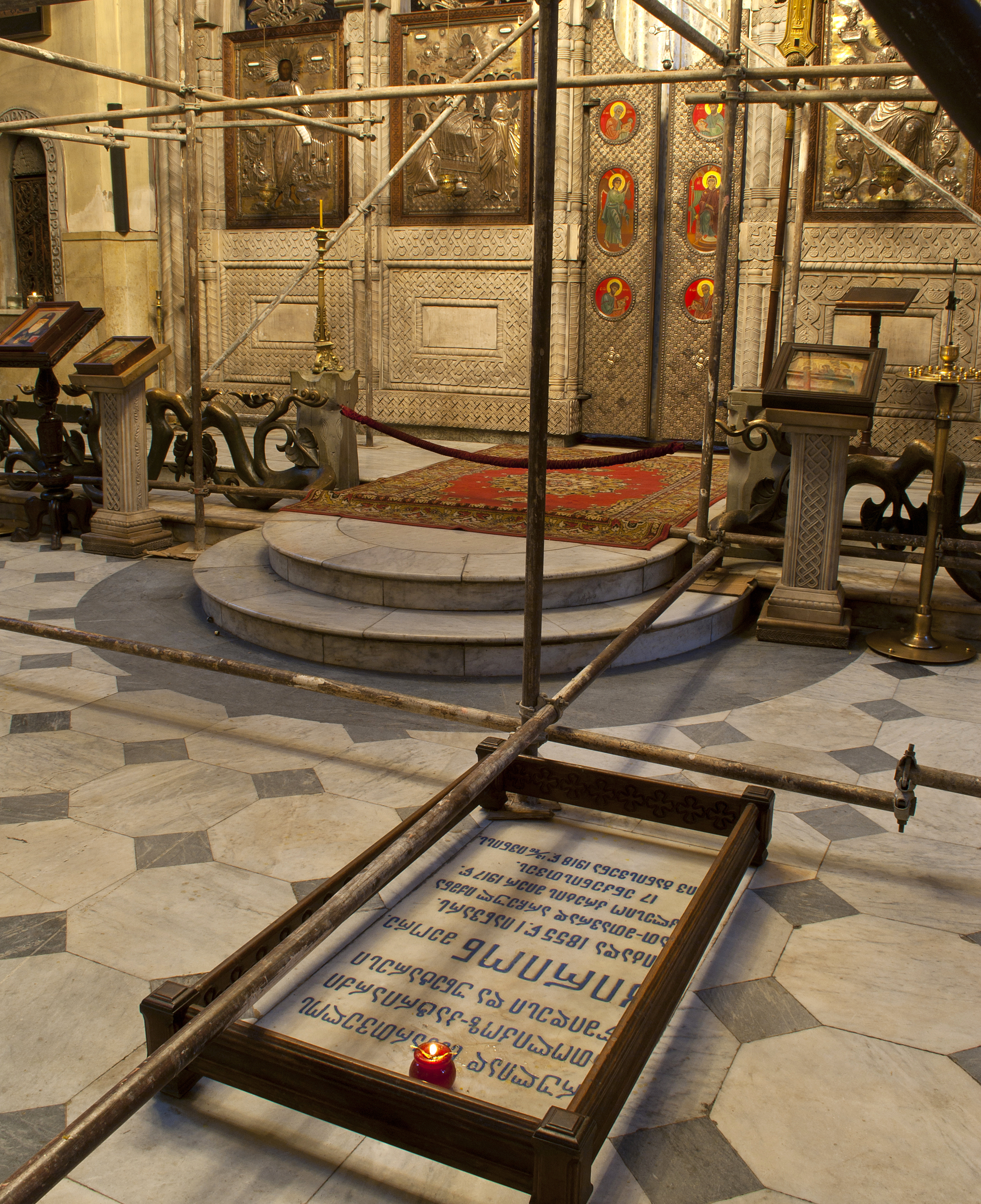

## Канонізація
Канонізований Священним синодом Грузинської православної церкви, 17 жовтня 2002 року.

## Твори
- «Никозский храм и его древности». «Духовный Вестник Грузинского Экзархата» 1881, № 2.
- «Религиозно-политические сношения Православной Грузии с единоверной Россией». (Юбилейный номер). «Духовный Вестник Грузинского Экзархата».
- «Характер Грузинской (Иверской) Церкви и её значение для православия». «Пастырь» 1886, № 3.
- «К вопросу о Грузинской церковной историографии». «Пастырь» 1886, № 20 и 21, 1887, № 2.
- «Краткий очерк грузинской церковной истории». «Пастырь» 1999, № 9-11.
- «Иудеи распространители мессианских идей в древней Иверии и принесение ими Хитона Господня в Мцхет». «Пастырь» 1888, № 1-3.
- «Святая равноапостольная Нина, просветительница Грузии». (Кандидатская диссертация). «Пастырь» 1888, № 16 и 18, 1889 № 1, 4, 5, 6.
- «Св. царь Мириан Хосриани, первый христианский венценосец Грузии». «Пастырь» 1889, № 23, 24, 1890, № 1, 2.
- «Перевод священно-богослужебных книг на грузинский язык и значение его для Церкви Грузинской». «Пастырь» 1892, № 2, 4.
- «История одного из гвоздей, которым пригвожден был ко Кресту Господь наш Иисус Христос». «Пастырь» 1892, № 1, 2.
- «Последний эпизод из вековой борьбы православной Грузии с мусульманами — шиитами». «Пастырь» 1895, № 23, 24, 1896, № 1, 6.
- «Воск и восковая свеча». «Пастырь» 1896, № 13.
- «Никозский Собор». «Духовный Вестник Грузинского Экзархата» 1891, № 21.
- «Описание Метехского Евангелия 1049 год». «Духовный Вестник Грузинского Экзархата» 1896, № 22.
- «Описание Мешехского четвероевангелия». «Духовный Вестник Грузинского Экзархата» 1892, № 10.
- «Описание Никозской Михаило-Архангельской церкви». «Духовный Вестник Грузинского Экзархата» 1888.
- «Историко-Археологический очерк Метехского храма». 1893.
- «Исторический очерк Оконской чудотворной иконы Божией Матери».
- «История Промского Вознесенского храма». 1896.
- «Пять дней в Карталинии». 1897.
- «Ананурский Успенский собор и его окрестные достопримечательности». 1898.
- «Повествование о чудодейственном камне Давидгареджийской пустыни».
- «Харистикарная система и её влияние на церковно-поземельные отношения в древней Грузии». Сборник «Весь Кавказ», Тифлис, 1903.
- «Св. Давид III-й Возобновитель, царь Грузии». (1089—1125). Тифлис, 1899.
- «Жизнь и подвиги св. Антония Столпника, чудотворца Мартмкопского». Тифлис, 1899.
- «Або, мученик Тифлисский». Тифлис, 1899.
- «Назревший вопрос» (Ко дню столетия присоединения Грузии и России 1900 г.). Тифлис, 1900.
- «Заслуги грузинского монашества и монастырей для отечественной церкви и общества». «Дух. Вестн. Груз. Экзарх.» 1896, № 22.
- «Двенадцативековая религиозная борьба православной Грузии с исламом». 1900.
- «Восковая свеча в Греко-Грузинской Церкви». Тифлис, 1901.
- «Крест св. Нины в связи с вопросом о значении креста в древности».
- «Две святыни в Кахетии».
- «Давид Гараджели и его лавра». Тифлис, 1901.
- «Краткий очерк истории Грузинской Церкви и Экзархата в XIX веке». Тифлис, 1901. Отзыв об этом труде см. "Приб. к «ЦВ» 1901, № 47, с. 1735—1738.
- «Состояние христианства в Абхазии в первой четверти XIX столетия и попытка организации в ней миссионерского дела в 1831—1834 гг.». Сборник «Весь Кавказ», Тифлис, 1903.
- «Ананурская атлешга». Сборник «Весь Кавказ», Тифлис, 1903.
- «Мцхетский храм и его реставрация». Сборник «Весь Кавказ», Тифлис, 1903.
- «Народные обычаи и их значение». Сборник «Весь Кавказ», Тифлис, 1903.
- «Новый вариант творения Александра Сергеевича Грибоедова». Сборник «Весь Кавказ», Тифлис, 1903.
- "Церковно-исторический очерк основания в Херсоне викариатства и его жизнедеятельность (по поводу его пятидесятилетия 1853—1903 гг.). Одесса, 1905. Отзыв об этом труде см. "Приб. к «ЦВ» 1905, № 16-17, с. 732—734.
- «Четыре доклада в пользу Грузинской Церковной автокефалии». «Журн. и Проток. Предсоборн. Присутств.», т. III. СПБ, 1907, с. 43-58.
- «Культурная роль Иверии в истории Руси». Тифлис, 1910, с. 445—448.
- «Крест в мире языческом и христианском». Харьков, 1912.
- «Лексикологический материал». (На грузинском языке в сборнике Груз. Об-ва истории и этнографии). Тбилиси, 1912—1913 гг.
- «Грузинские фемы в Византии: Халдия и Иверия». Полоцк, 1916.
- «Клемакс св. Иоанна на грузинском языке». Полоцк, 1916.
- «Санаксарские этюды» печатались в «Полоцких Епархиальных Ведомостях» 1915—1916 гг., а отдельным издания вышли в Полоцке в 1916 году.
- «Этюды» состоят из двух частей, независимых одна от другой:
  - Первая часть — Обилие церковных древностей в России и настоятельная необходимость открытия кафедр археологии в семинариях.
  - Вторая часть — Страдная эпоха (XVIII в.) русского монашества и его поборник Феодор Ушаков.